# Гудыно, Светлана Владимировна
Светлана Владимировна Гудыно (англ. Svetlana Gudyno) — российская профессиональная танцовщица, специализирующаяся на Латиноамериканской программе. Заслуженный мастер спорта России. Родилась в Москве, 23 сентября 1987.

## Биография
Светлана Гудыно родилась в Москве, Россия. Отец — мастер спорта по спортивному ориентированию. Кандидат технических наук. Мать — кандидат в мастера спорта по спортивной гимнастике. Научный работник.
С 7 лет начала заниматься бальными танцами, в танцевальном клубе при школе.
В категории Юниоры 1 завоевала свой первый титул Чемпионки России в паре с Артуром Францевичем. Пара выиграла Чемпионат России в двух программах: латиноамериканской и 10ти танцев. И Артур со Светланой завоевали также титул вице-чемпионов России в европейской программе. Пара представляла танцевальный клуб Кристалл. Тренер Дмитрий и Анастасия Титковы. Юные танцоры очень успешно выступали внутри страны — первое место на Открытом Чемпионате России ROC, и также на турнирах мировой классификации, в Италии, в Германии.
Далее Светлана выступала в паре с Валентином Вороновым в 2003—2004 году. Финал чемпионата России, успех на мировой арене в Blackpool, Англии, Ирландии, Италии, Германии, Австрии, Финляндии. Пара представляла танцевальный клуб Латинский квартал, тренеры — Дуванов Сергей и Светлана Тверьянович.
Далее Светлана получила приглашение от Чемпиона Белоруссии Дмитрия Николаева и в течение года представляла Белоруссию на мировой арене.
Далее недолгий переезд в Европу, завоевание мирового уровня. Светлана получила приглашение представлять Испанию на мировой арене в паре с Эдгаром Маркосом. Выступление на фестивале в Блэкпуле — взяли титул вице чемпионов Блэкпул. Также Светлана выступала за Чехию в паре с Мареком Дедиком.
В 2010 году образовался дуэт: Армен Цатурян и Светлана Гудыно. Пара стала 8микратными Чемпионами России, 2-х кратными Чемпионами Мира (2018,2019гг), 4-х кратными вице-Чемпионами мира(2014,2015,2016,2017гг), 4-х кратными Чемпионами Европы, 15 раз выигрывали турниры серии WDSF.
Образование:
Параллельно танцевальной карьере у Светланы есть заслуги в области образования: золотая медаль в школе физико-математический класс. Окончила среднюю школу 1131.
Также окончила музыкальную школу по классу фортепиано.
Получила высшее образование — университет РГУ нефти и газа им И. М. Губкина с красным дипломом. Факультет экономики.
- Чемпионат Мира 2019 в Москве
- WDSF Interview 2020 — All you didn’t know about them!
- Чемпионат Мира 2018 в Чехии
- Чемпионат России 2019
- World Championship 2018 Ostrava
- World Latin 2019